# Диверс, Джейкоб
Джейкоб Лоукс Диверс (англ. Jacob Loucks Devers; 8 сентября 1887, Йорк, Пенсильвания — 15 октября 1979, Вашингтон) — американский военачальник, генерал.

## Биография
Родился в 1887 году в Йорке (штат Пенсильвания); его родителями были часовщик Филип Диверс и домохозяйка Элла Кэйт Лоукс Диверс, он стал старшим из четырёх детей в семье. Семья принадлежала к Евангелической лютеранской церкви, не приветствующей алкоголь и курение. В 1905 году, по окончании школы, Джейкоб принял предложение конгрессмена о направлении в Военную академию в Вест-Пойнте, которую окончил в 1909 году, и стал 2-м лейтенантом артиллерии.
Первое назначение Диверс получил в 1-й батальон 4-го полка полевой артиллерии, размещавшийся в Ванкуверских казармах (штат Вашингтон). Вскоре часть была переведена в Шайенн (штат Вайоминг), где Диверс командовал ротой полевой артиллерии на конной тяге.
В 1912 году Диверс был вновь послан в Вест-Пойнт, где преподавал математику. В апреле 1916 года он получил звание 1-го лейтенанта. В августе Диверс был переведён 9-й артиллерийский полк, размещавшийся в Оаху (Территория Гавайи), и так и не принял участия в боевых действиях Первой мировой войны. В мае 1917 года он получил звание капитана.
В декабре 1917 года Диверс стал инструктором в Училище полевой артиллерии армии США, находящемся в Форт-Силле (Лотон, штат Оклахома). В марте 1919 года он стал командиром 1-го полка полевой артиллерии. В июне Диверс был послан на три месяца в командировку в американскую зону оккупации в Европе, где изучал вооружение и тактику артиллерии Антанты и Центральных держав, использовавшиеся во время Первой мировой войны. По возвращении он вновь стал преподавателем в Вест-Пойнте, получив звание майора.
После четырёх лет в Вест-Пойнте Диверс был в 1924 году направлен на учёбу в Командно-штабной колледж армии США в Форт Ливенворте (штат Канзас). По окончании, в 1925 году Диверс был вновь отправлен в Училище полевой артиллерии в Форт-Силле, где четыре года возглавлял факультет артиллерии.
В сентябре 1929 года Диверс был переведён в Вашингтон (округ Колумбия) для службы при штабе Начальника полевой артиллерии армии США. В 1932 году он поступил в находящийся там же Армейский военный колледж, который закончил в 1933 году, после чего был распределён в 6-й полк полевой артиллерии в Форт-Хойл (штат Мэриленд). В 1934 году Диверс, уже в звании подполковника, был переведён в Форт-Майер (штат Виргиния), где стал командиром 1-го батальона 16-го полка полевой артиллерии.
В 1936—1939 годах Диверс опять находился в штате Военной академии в Вест-Пойнте, получив в 1938 году звание полковника. В 1939 году он стал начальником штаба генерал-майора Дэниела Ван Вурхиса, командовавшего американскими войсками, размещёнными в зоне Панамского канала.
В апреле 1940 года по рекомендации начальника штаба армии генерала Джорджа Маршалла и с одобрении военного министра Гарри Вудринга в апреле 1940 года Диверс был произведён в бригадные генералы, став самым молодым бригадным генералом в армии США. В июле Диверс был отозван из Зоны Канала в Вашингтон, чтобы принять командование над Временной Бригадой округа Колумбия. В сентябре генерал Маршалл с одобрения военного министра Генри Стимсона назначил Диверса представителем армии США в президентской комиссии по обследованию баз, полученных США в результате соглашения «эсминцы в обмен на базы». В октябре Диверс был произведён в генерал-майоры и стал командующим свежесформированной 9-й пехотной дивизии в Форт-Брэгге (штат Северная Каролина).
В августе 1941 года Маршалл назначил Диверса командующим бронетанковыми войсками США вместо смертельно больного Эдны Чаффи. По настоянию Диверса вместо танка М3 «Грант» основным средним танком для армии США стал танк М4 «Шерман». После высадки союзных войск в Северной Африке Диверс совершил поездку на фронт, чтобы получить данные об использовании танков в реальных боях.
3 мая 1943 года в авиакатастрофе в Исландии погиб генерал Фрэнк Эндрюс, командовавший войсками США на европейском театре военных действий (ETOUSA). Четыре дня спустя с одобрения президента Рузвельта Маршалл назначил Диверса на его место. 10 мая 1943 года Диверс прибыл в штаб-квартиру ETOUSA в Лондон (Великобритания).
7 декабря 1943 года президент Рузвельт назначил верховным командующим союзных сил для будущей высадки в Европе генерала Эйзенхауэра, до этого возглавлявшего Средиземноморский театр военных действий. В рамках последующей ротации командиров между ТВД, Эйзенхауэр занял место Диверса во главе ETOUSA, а Диверс 31 декабря стал командующим американскими войсками на Североафриканском ТВД (NATOUSA) и заместителем командующего Срезидемноморского ТВД. 3 января 1944 года Диверс перебазировался в Алжир. В августе 1944 года он, наконец, смог поучаствовать в боевых действиях, возглавив американо-французские войска в рамках операции «Драгун» (6-я группа армий).
С июля 1945 года — командующий сухопутными войсками США. В 1949 году вышел в отставку, и стал заместителем президента компании «Fairchild Aircraft».

## Воинские звания
- 1936 — полковник (постоянное звание)
- 5.1940 — бригадный генерал (постоянное звание)
- 10.1940 — генерал-майор (временное звание)
- 6.9.1942 — генерал-лейтенант (временное звание)
- 8.3.1945 — генерал (временное звание)
- 30.9.1949 — генерал (звание сохранено при отставке)